# ハーヴェイ・コーマン
ハーヴェイ・ハーシェル・コーマン（Harvey Herschel Korman, 1927年2月15日 - 2008年5月29日）は、アメリカ合衆国の俳優、声優である。

## 来歴
1927年2月15日、母エレン・コーマン（旧姓：ブレッチャー）とセールスマンの父シリル・レイモンド・コーマンの息子としてイリノイ州シカゴに生まれる。第二次世界大戦中はアメリカ海軍に従事し、除隊後はデポール大学で演劇を学んだ。
舞台への出演を経て、1960年に『ドナ・リード・ショー』でテレビドラマに初出演する。その後は『ルート66』や『ダニー・ケイ・ショー』などの人気番組に出演して知名度を高め、1964年にはテレビアニメ『原始家族フリントストーン』で声優デビューも果たした。1967年に始まったコメディ番組『キャロル・バーネット・ショー』ではキャロル・バーネット、ティム・コンウェイとともに番組の顔としてレギュラー出演し、お茶の間の人気を不動のものとする。『キャロル・バーネット・ショー』での演技は業界内でも高く評価され、エミー賞に7回、ゴールデングローブ賞にも4回ノミネートされた。
テレビ番組への出演と並行して、『ブレージングサドル』『メル・ブルックス/新サイコ』などのメル・ブルックス監督作品や、ピンク・パンサーシリーズ後期の作品である『ピンク・パンサーX』『ピンク・パンサー5 クルーゾーは二度死ぬ』などのコメディ映画にも出演した。かつて自らが声優を務めたテレビアニメを実写化した『フリントストーン/モダン石器時代』『フリントストーン2/ビバ・ロック・ベガス』にもゲスト出演したほか、『まんちぃず』などのパニック映画でもコミカルな演技を披露している。
1977年に『キャロル・バーネット・ショー』を降板し、自らが主演するシットコム『ハーヴェイ・コーマン・ショー』をABCのゴールデンタイム枠で開始させたが、視聴率は振るわず、番組の第2シーズン以降が製作されることはなかった。『キャロル・バーネット・ショー』で共演したティム・コンウェイとは番組降板後もタッグを組むことが多く、1980年から1981年にかけて放送されたバラエティ番組『ティム・コンウェイ・ショー』にレギュラー出演してコンウェイをサポートしたほか、2006年にはコンウェイと共同で新たなコントを収録したDVD『Together Again』をリリースした。
2008年5月29日、腹部大動脈瘤破裂の合併症のため81歳で死去した。遺体はカリフォルニア州サンタモニカのウッドローン墓地に埋葬されている。

## 私生活
1960年から1977年までドナ・エラートと婚姻関係を保ち、1男1女をもうけた。1982年にはデボラ・フリッツと再婚して2人の娘をもうけ、2008年に死別するまで生涯をともにした。

## 主な出演作品

### 映画
| 公開年 | 邦題 原題                                                                  | 役名                                            | 備考       | 日本語吹き替え                                    |
| ------ | -------------------------------------------------------------------------- | ----------------------------------------------- | ---------- | ------------------------------------------------- |
| 1966   | スター誕生の夢 Lord Love a Duck                                            | ウェルドン・エメット                            |            |                                                   |
| 1967   | ベニスの出来事 Three Bites of the Apple                                    | ハーヴェイ・トムリンソン                        |            |                                                   |
| 1969   | 幸せはパリで The April Fools                                               | マット・ベンソン                                |            |                                                   |
| 1974   | ブレージングサドル Blazing Saddles                                         | ヘドリー・ラマー                                |            |                                                   |
| 1974   | ハックルベリーの冒険 Huckleberry Finn                                      | フランス王                                      |            |                                                   |
| 1976   | ラブボート/恋の豪華客船 The Love Boat                                      | ウィラード                                      | テレビ映画 |                                                   |
| 1977   | メル・ブルックス/新サイコ High Anxiety                                     | チャールズ・モンタギュー                        |            | 小林修（TBS版）                                   |
| 1978   | スター・ウォーズ ホリデー・スペシャル The Star Wars Holiday Special        | クレルマン / ゴーマンダ / ドロンボイド          | テレビ映画 |                                                   |
| 1980   | ビバ!ラブ・バッグ Herbie Goes Bananas                                      | ブライス船長                                    |            | 不明（フジテレビ版） 手塚秀彰（ディズニー公式版） |
| 1981   | メル・ブルックス/珍説世界史PARTI History of the World, Part I              | モネ伯爵                                        |            | 福田信昭（テレビ朝日版）                          |
| 1982   | ピンク・パンサーX Trail of the Pink Panther                                | オーガスト・ボールス教授                        |            |                                                   |
| 1983   | ピンク・パンサー5 クルーゾーは二度死ぬ Curse of the Pink Panther           | オーガスト・ボールス教授                        |            |                                                   |
| 1985   | 不思議の国のアリス Alice in Wonderland                                     | 白の王                                          | テレビ映画 |                                                   |
| 1985   | ギャンブル・ブラザース/穴馬勝負 The Longshot                               | ルー                                            |            |                                                   |
| 1987   | まんちぃず Munchies                                                        | セシール・ワッターマン / サイモン・ワッターマン |            |                                                   |
| 1987   | ドライビング・アカデミー Crash Course                                      | アブナー・フレイザー                            | テレビ映画 |                                                   |
| 1993   | 殺人病棟 Betrayal of the Dove                                              | シド                                            |            |                                                   |
| 1994   | パパはキャリア・ウーマン/肉親探し大騒動 Based on an Untrue Story           | メイア医師                                      | テレビ映画 |                                                   |
| 1994   | 笑撃生放送! ラジオ殺人事件 Radioland Murders                               | ジュールス・コグリー                            |            | 星野充昭                                          |
| 1994   | フリントストーン/モダン石器時代 The Flintstones                            | ディクタバード（録音鳥）                        | 声の出演   | 千葉繁                                            |
| 1995   | レスリー・ニールセンのドラキュラ Dracula: Dead and Loving It               | ジャック・スワード博士                          |            | 青野武                                            |
| 1996   | ジングル・オール・ザ・ウェイ Jingle All the Way                            | 大統領                                          |            |                                                   |
| 1998   | 子ねずみティミーのアドベンチャー The Secret of NIMH 2: Timmy to the Rescue | フロイド                                        | 声の出演   |                                                   |
| 2000   | フリントストーン2/ビバ・ロック・ベガス The Flintstones in Viva Rock Vegas  | スラグフープル大佐                              |            | 塚田正昭                                          |

### テレビシリーズ
| 放映年    | 邦題 原題                                                            | 役名                                                                       | 備考                  | 日本語吹き替え |
| --------- | -------------------------------------------------------------------- | -------------------------------------------------------------------------- | --------------------- | -------------- |
| 1960-1962 | ドナ・リード・ショー The Donna Reed Show                             | ボーイ長 / アリソン / カーター・メルヴィル                                 | 3エピソード           |                |
| 1961-1963 | ルート66 Route 66                                                    | レン・スタットラー / ミルズ                                                | 2エピソード           |                |
| 1962      | 弁護士ペリー・メイスン Perry Mason                                   | ジョージ・コールマン                                                       | 1エピソード           |                |
| 1963-1967 | ダニー・ケイ・ショー The Danny Kaye Show                             | ジョバンニの息子 / 様々なキャラクター                                      | 85エピソード          |                |
| 1964-1965 | ザ・ルーシー・ショー The Lucy Show                                   | グレイソン少佐 / フィリップス / スレーター                                 | 3エピソード           |                |
| 1964-1966 | 原始家族フリントストーン The Flintstones                             | ザ・グレート・ガズー                                                       | 13エピソード 声の出演 |                |
| 1965      | ディズニーランド Disneyland                                          | ブラウニー                                                                 | 6エピソード           |                |
| 1967-1977 | キャロル・バーネット・ショー The Carol Burnett Show                  | 様々なキャラクター                                                         | 254エピソード         |                |
| 1976      | マペット・ショー The Muppet Show                                     | ゲスト                                                                     | 1エピソード           |                |
| 1977-1978 | ハーヴェイ・コーマン・ショー The Harvey Korman Show                  | ハーヴェイ・A・カヴァノー                                                  | 6エピソード           |                |
| 1982-1985 | ラブボート The Love Boat                                             | ハーヴェイ・ウィリス / エメット・ストークス / キャボット・フェアフィールド | 5エピソード           |                |
| 1989      | ザ・ナット・ハウス The Nutt House                                    | レジナルド・ターキントン                                                   | 10エピソード          |                |
| 1994      | ガーフィールドと仲間たち Garfield and Friends                        | ラマー教授                                                                 | 2エピソード 声の出演  |                |
| 1996      | エレン Ellen                                                         | セラピスト                                                                 | 1エピソード           |                |
| 1997      | Dr.マーク・スローン Diagnosis: Murder                                | ハーヴェイ・ハッカビー                                                     | 1エピソード           |                |
| 1997      | クロニクル 倒錯科学研究所 Perversions of Science                     | 農場主                                                                     | 1エピソード           |                |
| 1997      | ブルック・シールズのハロー!スーザン Suddenly Susan                   | ジミー                                                                     | 1エピソード           |                |
| 1998      | ER緊急救命室 ER                                                      | スタン・レビー                                                             | 1エピソード           | 富田耕生       |
| 1998-1999 | ヘイ・アーノルド! Hey Arnold!                                        | ドン・レイノルズ                                                           | 2エピソード 声の出演  |                |
| 2000      | スペースレンジャー バズ・ライトイヤー Buzz Lightyear of Star Command | グラリス                                                                   | 1エピソード 声の出演  |                |